# Groupements de construction des lignes AV/AC italiennes
La construction des lignes à grande vitesse et grande capacité italiennes a été confiée à la filiale des Ferrovie dello Stato (FS) : Rete ferroviaria italiana, ou RFI. C'est le gestionnaire des infrastructures du réseau ferroviaire national italien, filiale à 100 % de l'entreprise publique Ferrovie dello Stato alors que l'autre filiale Trenitalia assure le service public du transport.
Avec sa filiale TAV SpA, RFI poursuit la réalisation d'un important programme d'investissements visant à doter l'Italie d'un réseau de lignes à grande vitesse et à grande capacité.

## Lignes du réseau
- Turin - Milan, ouverte pour les jeux Olympiques d'hiver de Turin le 10 février 2006 sur 86,4 km entre Turin et Novare, le reste des 125 km de la ligne complète a été ouvert au trafic le 13 décembre 2009.
  - General contractor : CAV.TO.MI guidé par Fiat Engineering et les entreprises Impregilo et Società Italiana Condotte d'Acqua.
- Milan - Bologne, la ligne, longue de 182 km a été complètement ouverte au trafic le 14 décembre 2008.
  - General contractor : CEPAV 1 guidé par ENI.
- Bologne - Florence, la ligne qui traverse les Apennins est un véritable exploit technique tout le long de 79 km dont 75 en tunnels. Elle a été ouverte au trafic le 13 décembre 2009.
  - General contractor : CAVET dirigé par Fiat Engineering et les entreprises Impregilo, Cooperativa Muratori e Cementisti et Consorzio Ravennate Cooperative di Produzione e Lavoro.
- Rome - Naples, la ligne, longue de 205 km, est la seconde ligne à grande vitesse, après la Direttissima Florence-Rome 254 km, ouverte en 1978, à avoir été ouverte au trafic en 2005.
  - General contractor : IRICAV 1 dirigé par l'IRI
- Naples-Salerne, ce prolongement de 29 km de la ligne Milan-Naples a été réalisé en peu de temps et a été ouvert le 13 décembre 2009.
- Milan - Padoue, le 1er tronçon de 29 km entre Milan et Treviglio est ouvert au trafic depuis juillet 2007. Le reste de la ligne jusqu'à Padoue est en construction. Le tronçon de 25 km Padoue-Venise est ouvert depuis mars 2007. Le prolongement vers Trieste est en cours d'études.
  - General contractors : Padoue-Venise : IRICAV 2 dirigé par l'IRI et pour le tronçon Milan-Vérone : CEPAV 2 dirigé par ENI.
- Turin/Milan - Gênes, avec le tunnel de Giovi. Cette ligne de 53 km traverse les Alpes et empruntera un tunnel de 39 km. Les travaux ont commencé en début d'année 2010.
  - General contractor : COCIV
- Lyon Turin Ferroviaire LTF SAS, ce tunnel est en cours d'études et la LGV Turin - Fréjus est en cours de définition de tracé, comme sur le versant français, entre Lyon et Saint-Jean-de-Maurienne. Le tunnel aura une longueur de 50 km et est financé à 70 % par l'Italie.

## Les contournements et nœuds ferroviaires
- Turin, le « Passante » souterrain est en cours de travaux, un premier tronçon entre les gares de porta Susa et Lingotto est ouvert depuis 1999 et l'ouverture complète est attendue en 2011.
- Milan, le « Passante » qui traverse l'agglomération sur 19 km du nord-ouest au sud-est est opérationnel depuis juin 2008.
- Bologne, le « Passante » de 18 km dont 10 en souterrain est ouvert depuis décembre 2007 et la nouvelle gare AV/AC souterraine est attendue pour 2011.
- Florence, les travaux du « Passante » d'une longueur de 9 km dont 7 en souterrain ainsi que la nouvelle gare AV/AC ont débuté en 2007 et la livraison est attendue pour 2014.
- Rome, le « Passante » nord-sud de 10 km enterré est opérationnel depuis juin 2009. Les travaux de réfection et d'agrandissement de la gare Termini et la construction de la nouvelle gare AV/AC Tiburtina seront terminés en 2012.
- Naples. Les travaux de la nouvelle gare AV/AC ont débuté en juin 2009 ; elle doit être livrée en 2011.

Les travaux de la ligne nord-sud, Milan-Salerne AV/AC, ouverte sur l'ensemble de son tracé le 13 décembre 2009, peuvent se résumer ainsi :
- 915 km de lignes à grande vitesse opérationnels ;
- 145 km de tunnels ;
- 516 km de ponts et viaducs ;
- 77 km de lignes d'interconnexion avec le réseau normal ;
- 7 nouvelles gares AV.

## Les sociétés

### CAVET
CAVET - Consorzio Alta Velocità Emilia Romagna est un groupement constitué à l'initiative de Fiat Group.
Comme les autres « General Contractors » retenus, ce groupement avait pour mission la conception, les études d'exécution et la réalisation de la ligne ferroviaire à grande vitesse et grande capacité Bologne-Florence longue de 78 km dont 73,4 en tunnel. Fiat Group avait été désigné « General Contractor » par TAV SpA, filiale des FS.
Créé en 1991, le groupement CAVET comprenait les sociétés suivantes :
- Impregilo SpA - première entreprise italienne de travaux publics,
- C.C.C. - Cooperativa Muratori e Cementisti - entreprise coopérative de travaux publics,
- Maire Tecnimont SpA - cabinet d'ingénierie, maître d'œuvre du projet,
- Consorzio Ravennate delle Cooperative di Produzione e Lavoro - entreprise de travaux publics.

#### Histoire
Il faut savoir que l'Italie a décidé tardivement de se doter de lignes à grande vitesse spécifiques. Le pays a très longtemps misé sur les fameux trains pendulaires Pendolino de Fiat Ferroviaria, dont la première rame date de 1978. Le projet de construction de plus de 1.500 km de lignes nouvelles dans des délais très courts et avec un budget incompressible rendait la solution des appels d'offres publics traditionnels impossible d'où la décision de se lancer dans un "project financing" avec des majors industriels, prêts à assurer la réalisation complète des lignes confiées. C'est ce qui explique les Groupements de construction des lignes AV/AC italiennes. AV/AC = ligne à grande vitesse et grande capacité.
L'État italien a retenu parmi les nombreux candidats, les trois qui présentaient le maximum de garanties au niveau technique (tous les trois avaient des filiales dans le domaine de la construction ferroviaire), d'organisation sur des grands projets et garanties financières suffisantes pour assurer les fonctions de "General Contractor". Ce furent : IRI, ENI et FIAT.

#### Le rôle de l'ingénierie
Maire Tecnimont SpA, après la reprise de Fiat Engineering) a été chargé par les membres du groupement CAVET de l'étude préliminaire, de l'avant porojet et des études d'exécution de l'ouvrage. De plus, ils ont été chargés des études d'impact. Le montant global du contrat était de 4,8 milliards d'Euros.

#### La ligne Bologne-Florence
La ligne à grande vitesse et grande capacité entre Bologne et Florence a une longueur de 78,5 km, une interconnexion à chaque extrémité avec les lignes existantes et 73,8 km de tunnels. Le projet a nécessité également la reconstruction de 110 km de voies ordinaires.
L’ouvrage est très complexe et dans aucun autre pays, ce degré n'a encore été atteint. 93 % du tracé s'effectue en tunnel sous la chaîne des Apennins.
Tous les ouvrages ont été terminés en 2007, la ligne a été mise en service le 24 mars 2009.

#### Curiosités
Le 3 février 2009, lors d'une série d'essais, une rame ETR 500 Frecciarossa a établi le record italien de vitesse commerciale à 362 km/h. Le précédent record datait du 1er mars 2008 avec 355 km/h sur la ligne AV-AC Milan–Bologne.
Le 3 février 2009, la rame ETR 500 a également battu un autre record, le record mondial de vitesse dans un tunnel avec 362 km/h dans le tunnel "Morticine".

#### Parcours
Voir LGV Bologne - Florence
Voir aussi site RFI en italien

### CAV.TO.MI
CAV.TO.MI. - Consorzio Alta Velocità Torino Milano est un groupement constitué à l'initiative de Fiat et dirigé par sa filiale Fiat Engineering.

#### Histoire
CAV.TO.MI. avait pour mission le projet, les études et la réalisation de la ligne ferroviaire à grande vitesse et grande capacité Turin-Milan longue de 148,3 km et dont Fiat Group avait été désigné "General Contractor" par TAV SpA, filiale des FS.
Le groupement a été créé en 1991 et les travaux ont débuté en 2002.
Le premier tronçon de 87 km entre Turin et Novare a été ouvert le 7 février 2007 pour que le service soit opérationnel pour les XXes Jeux Olympiques d'hiver de Turin.
Le reste de la ligne, entre Novare et Milan a été ouvert en début d'année 2009.
Cette ligne est très particulière car elle traverse les rizières entre Vercelli et Novare et longe sur des dizaines de kilomètres l'autoroute A4 Turin-Milan. Il a fallu souvent déplacer l'autoroute et refaire tous les échangeurs.

#### Composition
Créé en 1991, le groupement CAV.TO.MI. comprenait les sociétés suivantes :
- Impregilo SpA - entreprise de travaux publics,
- Società Italiana Condotte d'Acqua - entreprise de travaux publics,
- Maire Engineering après le rachat et l'incorporation de Fiat Engineering, en ses lieux et place.

### CEPAV 1
CEPAV 1. - Consorzio Eni Per l'Alta Velocità est un groupement pour la réalisation du projet de la ligne ferroviaire à grande vitesse AV/AV Milan - Bologne, constitué à l'initiative de ENI.

#### Histoire
Le groupement a été créé le 19 juillet 1991 et les travaux ont débuté en 2002.
La ligne a été mise en service le 2 octobre 2008, conformément aux engagements contractuels du marché général.

#### Mission
CEPAV 1 avait pour mission le projet, les études et la réalisation de la ligne ferroviaire à grande vitesse et grande capacité AV/AC entre la gare de Milano Centrale et la gare de Bologne-Centrale. La ligne nouvelle mesure 214,7 km et  ENI avait été désigné « General Contractor » par TAV SpA, filiale des FS.

#### Composition
Créé en 1991, le groupement CEPAV comprenait les sociétés suivantes :
- Snamprogetti SpA et Saipem SpA - deux sociétés d'ingénierie du groupe ENI,
- CCC - Consorzio Cooperative Costruttori - entreprise de travaux publics,
- Pizzarotti - entreprise de travaux publics, (qui a construit la gare TGV de Marne la Vallée, entre autres),
- Grandi Lavori Fincosit - entreprise de travaux publics,
- Aquater - société dans le secteur ferroviaire.

### COCIV
COCIV - Consorzio Collegamenti Integrati Veloci est un groupement constitué à l'initiative du groupe Società Italiana per Condotte d'Acqua S.p.A..
Comme les autres « General Contractors » retenus, ce groupement a pour mission la conception, les études d'exécution et la réalisation de la ligne ferroviaire à grande vitesse et grande capacité Milan - Gênes longue de 53 km dont 39 en tunnel. Società Italiana per Condotte d'Acqua a été désigné « General Contractor » par TAV SpA, filiale des FS.
Créé en 1991, le groupement COCIV comprenait les sociétés suivantes :
- Società Italiana per Condotte d'Acqua SpA - groupe italien de travaux publics, mandataire du groupement,
- Grassetto Lavori SpA (groupe Ligresti) - 25,0 % - entreprise de travaux publics,
- Del Prato SpA - 25,0 % - entreprise de travaux publics,
- Itinera SpA (groupe Gavio) - 20,0 % - entreprise de travaux publics,
- Gambogi SpA - 20,0 % - entreprise de travaux publics,
- Tecnimont SpA - 5,0 % - ingénierie
- CER Cooperative di Produzione e Lavoro - 3,0 % - entreprise de travaux publics,
- Collegamenti Integrati Veloci S.p.A. (groupe bancaire) - 2,0 %.

Les incertitudes sur le confirmation du projet et l'évolution du secteur des entreprises des travaux publics ont conduit à une très profonde modification de la composition des membres du groupement qui est, actuellement :
- Maire Tecnimont SpA - 50,5 % - ingénierie, maître d'œuvre du projet,
- Impregilo - 44 % - premier groupe italien de travaux publics,
- autres - 4,5 %.

L'Italie a décidé tardivement de se doter de lignes à grande vitesse spécifiques. Le pays a très longtemps misé sur les fameux trains pendulaires Pendolino de Fiat Ferroviaria, dont la première rame date de 1978. Le projet de construction de plus de 1 500 km de lignes nouvelles dans des délais très courts et avec un budget incompressible rendait la solution des appels d'offres publics traditionnels impossibles d'où la décision de se lancer dans un "project financing" avec des majors industriels, prêts à assurer la réalisation complète des lignes confiées. C'est ce qui explique les Groupements de construction des lignes AV/AC italiennes. AV/AC = ligne à grande vitesse et grande capacité.
L'État italien a retenu parmi les nombreux candidats, les trois qui présentaient le maximum de garanties au niveau technique (tous les trois avaient des filiales dans le domaine de la construction ferroviaire), d'organisation sur des grands projets et garanties financières suffisantes pour assurer les fonctions de "General Contractor". Ce furent : IRI, ENI et FIAT Group.

#### La ligne Milan - Gênes
La ligne à grande vitesse et grande capacité entre Milan et le port de Gênes est, dans un premier temps, partielle car le tronçon entre Tortona et Milan, dans la plaine du Po, d'une longueur de 65 km n'est pas validé. Il se pourrait que cette nouvelle ligne rejoigne la LGV Turin - Milan existante à hauteur de Novare.
Le tracé validé par TAV SpA et les autorités italiennes en mars 2006 a une longueur de 53 km et comporte 4 interconnexions avec les lignes existantes et 39 km de tunnels.
L’ouvrage est très complexe car il faut creuser le "Tunnel des Giovi" d'une longueur de 27 km. Un autre petit tunnel au droit de Serravalle Scrivia mesure 5 km.
Les travaux ont débuté en début d'année 2010 pour des reconnaissances préliminaires. Le coût de l'ouvrage est de 5 milliards d'Euros.

#### Parcours
- Voir LGV Bologne - Florence
- Voir aussi plan du tracé site RFI en italien

### IRICAV Uno
IRICAV Uno - Consorzio IRI per l'Alta Velocità Uno est un groupement constitué à l'initiative de l'IRI et sa filiale Iritecna SpA dont ils détenaient ensemble 40 % du capital.
IRICAV Uno avait pour mission le projet, les études et la réalisation de la ligne ferroviaire à grande vitesse et grande capacité Rome-Naples et dont l'IRI avait été désigné « general contractor » par TAV SpA, filiale des FS.
Créé en 1991, ce groupement comprenait les sociétés suivantes
- Ansaldo Trasporti Sistemi Ferroviari - entreprise constructeur de matériel ferroviaire et de signalisation,
- Astaldi SpA - entreprise de travaux publics,
- Società Italiana Condotte d'Acqua - entreprise de travaux publics,
- Consorzio Cooperative Costruzioni - entreprise coopérative de travaux publics,
- Vianini Lavori - entreprise de travaux publics,
- Italstrade S.p.A. - ingénierie
- Fintecna après la dissolution de Iritecna SpA, en ses lieux et place.

#### Histoire
En 1991, TAV SpA, filiale des FS - Chemins de fer Italiens pour la grande vitesse, signe un contrat avec le groupement IRICAV Uno pour la conception, les études d'exécution et la réalisation de la ligne AV/AC Rome-Naples. Le 8 février 1994 sera signée la mise en vigueur du contrat après visa de la haute autorité italienne sur les grands projets, entre TAV SpA et IRICAV Uno.
Les travaux débutent le 14 avril 1994 avec une inauguration officielle par le Ministre italien des Transports.
Il faut savoir que l'Italie a voulu se doter tardivement de lignes à grande vitesse spécifiques. Le pays a très longtemps misé sur les fameux trains pendulaires Pendolino de Fiat Ferroviaria, dont la première rame date de 1978. Le projet de construction de plus de 1 500 km de lignes nouvelles dans des délais très courts et avec un budget incompressible rendait la solution des appels d'offres publics traditionnels impossible d'où la décision de se lancer dans un "project financing" avec des majors industriels, prêts à assurer la réalisation complète des lignes confiées. C'est ce qui explique les Groupements de construction des lignes AV/AC italiennes.
L'État italien a retenu parmi les nombreux candidats, les trois qui présentaient le maximum de garanties au niveau technique (tous les trois avaient des filiales dans le domaine de la construction ferroviaire), d'organisation sur des grands projets et garanties financières suffisantes pour assurer les fonctions de "General Contractor". Ce furent : IRI, ENI et FIAT Group.

#### La ligne Rome-Naples
Le premier tronçon, long de 198 km, fut livré en 2004 et mis en service en décembre 2005. Le second et dernier tronçon, de 18 km, fut mis en service le 13 décembre 2009. Ce tronçon est le plus complexe car il a nécessité le réaménagement complet des lignes existantes pour l'approche de Naples et créer le contournement de l'agglomération et la poursuite de la ligne vers Salerne.
IRICAV Uno, Groupement IRI pour la ligne ferroviaire à grande vitesse, a pris le rôle de « General Contractor » et est devenu le garant des délais de réalisation des travaux, de leur qualité et du respect du budget de l'ouvrage.
Lors des études du tracé de la nouvelle ligne AV/AC, les ingénieurs ont dû prendre en compte deux itinéraires très différents : le premier, le long de la ligne ferroviaire qui porte à Cassino, donc à l'intérieur des terres, l'autre, le long de la ligne rapide « via Formia » qui longe le littoral.
Le choix porta sur le premier tracé en raison de sa meilleure intégration environnementale et surtout les caractéristiques du sol. En fait, cela revenait à quasiment doubler la ligne existante. Dans le système italien, les nouvelles lignes doivent disposer d'interconnexions avec le réseau de base tous les cinquante kilomètres. Ce tracé permettait donc de respecter plus facilement cette contrainte dont l'une est à Caserte qui est aussi destinée à la future ligne vers Battipaglia, en cours d'études avancées. Les autres interconnexions sont celles de Frosinone et de Cassino.
La nouvelle ligne AV/AC démarre de la gare de Rome Termini et court parallèle à la ligne existante pour Sulmona le long de l'autoroute A21 Rome-L'Aquila. Elle passe ensuite dans les collines de San Cesareo où elle atteint sa plus haute altitude de 370 mètres avec des rampes inférieures à 21 pour mille et s'engouffre dans un tunnel de 6 619 mètres sous « Colli Albani ».
La ligne rejoint ensuite les grandes voies de communication, l'autoroute et la voie ferrée Rome-Naples en ayant dû se frayer un passage dans un secteur à très forte densité de population et très urbanisé. Une bretelle pour contourner l'agglomération a été réalisée ainsi que l'accès à la gare existante de Naples Centrale.

### IRICAV Due
IRICAV Due - Consorzio IRI per l'Alta Velocità Due est un groupement constitué à l'initiative de l'IRI et sa filiale Iritecna SpA.
IRICAV 2 avait pour mission le projet, les études et la réalisation de la ligne ferroviaire à grande vitesse et grande capacité Vérone-Venise longue de 75 km et dont l'IRI avait été désigné "general contractor" par TAV SpA, filiale des FS.
Le groupement n'a, en fait, travaillé que sur le tronçon Padoue-Venise, car le contrat avec TAV SpA a été rompu en 1998. La liaison à grande vitesse entre ces deux villes est opérationnelle depuis mars 2007.
La construction du tronçon Vérone-Padoue est toujours au stade du tracé et n'a encore pas été confié à un quelconque groupement.
Créé en 1991, le groupement IRICAV 2 comprenait les sociétés suivantes :
- Ansaldo Trasporti Sistemi Ferroviari - constructeur de matériel ferroviaire et de signalisation,
- Impregilo SpA - entreprise de travaux publics,
- Salini SpA - entreprise de travaux publics,
- Del Favero - entreprise de travaux publics,
- Torno SpA - entreprise de travaux publics,
- Fintecna après la dissolution de Iritecna SpA, en ses lieux et place.

#### Histoire
Il faut savoir que l'Italie a voulu se doter tardivement de lignes à grande vitesse spécifiques. Le pays a très longtemps misé sur les fameux trains pendulaires Pendolino de Fiat Ferroviaria, dont la première rame date de 1978. Le projet de construction de plus de 1 500 km de lignes nouvelles dans des délais très courts et avec un budget incompressible rendait la solution des appels d'offres publics traditionnels impossible d'où la décision de se lancer dans un "project financing" avec des majors industriels, prêts à assurer la réalisation complète des lignes confiées. C'est ce qui explique les Groupements de construction des lignes AV/AC italiennes.
L'État italien a retenu parmi les nombreux candidats, les trois qui présentaient le maximum de garanties au niveau technique (tous les trois avaient des filiales dans le domaine de la construction ferroviaire), d'organisation sur des grands projets et garanties financières suffisantes pour assurer les fonctions de "General Contractor". Ce furent : IRI, ENI et FIAT.

## Crédit d'auteurs
- Cet article est partiellement ou en totalité issu de l'article intitulé « CAVET »  (voir la liste des auteurs sur la page de discussion de l'article).

- Cet article est partiellement ou en totalité issu de l'article intitulé « CAV.TO.MI »  (voir la liste des auteurs sur la page de discussion de l'article).

- Cet article est partiellement ou en totalité issu de l'article intitulé « CEPAV 1 »  (voir la liste des auteurs sur la page de discussion de l'article).

- Cet article est partiellement ou en totalité issu de l'article intitulé « COCIV »  (voir la liste des auteurs sur la page de discussion de l'article).

- Cet article est partiellement ou en totalité issu de l'article intitulé « IRICAV Uno »  (voir la liste des auteurs sur la page de discussion de l'article).

- Cet article est partiellement ou en totalité issu de l'article intitulé « IRICAV Due »  (voir la liste des auteurs sur la page de discussion de l'article).